# Robert Frère
Pour les articles homonymes, voir Frère (homonymie).
Robert Frère, né à Etterbeek le 20 avril 1924 et mort le 17 octobre 2006, est un enseignant et animateur de télévision belge.

## Biographie
Robert Frère est fils d'un professeur d'éducation physique et d'escrime. Instituteur diplômé de l'École normale Charles Buls, il commence sa carrière comme enseignant durant quatre ans au Congo, puis dans l'enseignement communal à Etterbeek.
Diplômé du Conservatoire royal de Bruxelles en Diction et Art dramatique, il poursuit sa carrière dans différents établissements de la ville de Bruxelles où il anime une troupe de théâtre avec laquelle il crée plusieurs pièces dont Mourir un peu de son ami et complice Georges Renoy qu'il côtoie à l'Athénée Léon Lepage où il est professeur de diction. Il était devenu collaborateur à la RTBF après avoir été repéré lors d'un cours d'art dramatique et de diction auquel il participait.
Il exerce simultanément une fonction d'animateur de télévision à la RTBF. On lui doit notamment la présentation durant 18 ans, entre 1961 et 1977, de l'émission À vos marques, une émission en vrai direct qui mettait des établissements scolaires de l'enseignement secondaire en compétition, dont le jury était présidé par Georges Renoy, suivi par « Le Ballon Jaune » en 1977-1978, puis par « La Preuve par set » en 1978-1979.
Entre 1987 et 1996, il anime Double 7, aux côtés de Bernard Perpète et de Marianne Périlleux.
Après une carrière de 27 ans de télévision, il quitte le petit écran en 1996, pour se consacrer à ses mémoires. 
En 2000, son fils, Marc Frère, est devenu Président de l'Atelier de recherche et d'action urbaines (ARAU).
Robert Frère meurt d'un cancer à l'âge de 82 ans le 17 octobre 2006.